# Sömmerda (distrito)
Sömmerda é um distrito (kreis ou landkreis) da Alemanha localizado no estado da Turíngia.

## Cidades e Municípios
| Cidades livres                         | Municípios livres                    |
| -------------------------------------- | ------------------------------------ |
| 1. Rastenberg 2. Sömmerda 3. Weißensee | 1. Buttstädt 2. Elxleben 3. Witterda |

| Verwaltungsgemeinschaften                                            | Verwaltungsgemeinschaften | Verwaltungsgemeinschaften | Verwaltungsgemeinschaften |
| -------------------------------------------------------------------- | --- | --- | --- |
| 1. Gera-Aue 1. Andisleben 2. Gebesee1, 2 3. Ringleben 4. Walschleben | 2. Gramme-Vippach 1. Alperstedt 2. Eckstedt 3. Großmölsen 4. Großrudestedt 5. Kleinmölsen 6. Markvippach 7. Nöda 8. Ollendorf 9. Schloßvippach1 10. Sprötau 11. Udestedt 12. Vogelsberg | 3. Kindelbrück 1. Büchel 2. Griefstedt 3. Günstedt 4. Kindelbrück1 5. Riethgen 4. Kölleda 1. Großneuhausen 2. Kleinneuhausen 3. Kölleda1, 2 4. Ostramondra | 5. Straußfurt 1. Gangloffsömmern 2. Haßleben 3. Riethnordhausen 4. Schwerstedt 5. Straußfurt1 6. Werningshausen 7. Wundersleben |
| 1sede do Verwaltungsgemeinschaft;2cidade                             | | | |